# Effekt MOSFET
| N-channels: |                 |                   |
| P-channels: |                 |                   |
|             | depletion IGFET | enhancement IGFET |

En effekt MOSFET (eller power MOSFET – fabrikant salgsnavne: VMOS, TMOS, DMOS, MegaMOS, HEXFET, HiPerMOS, SIPMOS, TrenchMOS) er en af flere transistortyper, som er elektriske komponenter lavet af halvlederfaststof og formet som en chip og pakket ind i et hus med typisk tre ben (også kaldet terminaler). Deres formål i næsten al elektronik er at forstærke elektriske signaler (analog styring) eller fungere som en elektrisk kontakt (digital styring).
Effekt MOSFET anvendes hovedsageligt med digital styring i effektelektronik som f.eks. SMPS (f.eks. vekselrettere), elmotor-kommutering, udgangsforstærkere, radiosendere, fjernsyn.
En effekt MOSFET er en speciel MOSFET transistorversion, som er optimeret til at lede og spærre for store elektriske strømme (mere end 100 ampere eller mere end 1000 volt) i en brik på ca. 1 cm³. Den høje ydelse nås ved hjælp af en halvlederstruktur, som parallelkobler mange del-MOSFET linjer/baner på stort set hele chip-overfladen.
Det skal bemærkes at effekt MOSFET-transistorer i modsætning til bipolare transistorer ikke har en secondary breakdown-grænse, da resistiviteten i source-drain-kanalen stiger med temperaturen.
Fra ca. 1980 til 2010 er effekt MOSFETs FOM (Figure-of-Merit) blevet 40 gange mindre (bedre).